# Osmose Productions
Pour les articles homonymes, voir Osmose (homonymie).
Osmose Productions est un label de musique indépendant français. Créé en 1991 par Hervé Herbaut, et actuellement localisé à Beaurainville, le label est spécialisé dans le death metal, le black metal et le metal gothique.

## Histoire
Hervé Herbaut, fondateur et manager d'Osmose Productions, est initialement emballé par l'idée de créer un label discographique, mais n'y parvient pas immédiatement faute d'argent. Après trois ans à travailler auprès de son ex-compagne, tous les deux décident de fonder Osmose, afin « d'encourager les meilleurs groupes qui ne pouvaient pas être signés, car à cette époque, il n'y avait pas beaucoup de labels du genre ». Selon Hervé, « il n'y avait rien à cette époque. Excepté quelques bons groupes comme Massacra, Loudblast, Agressor et Nomed, le reste était si médiocre. Et la véritable difficulté quand on est français, c'est sans aucun doute de communiquer avec d'autres pays, même en Europe. La France a toujours eu un train de retard quant à la musique extrême, mais depuis 4-5 ans, tout a changé. [...] Aujourd'hui, c'est si bon de jouer en France, même si les ventes ne sont pas toujours à la hauteur de vos espérances ». En 1991, Hervé Herbaut signe le premier groupe du label, Samael, avec quelques difficultés initiales de vente. Il devient alors, au début des années 1990, avec Osmose Productions, le seul à distribuer de la musique black metal à l'échelle internationale.
Dans le documentaire musical Bleu Blanc Satan, Hervé raconte avoir rencontré le groupe Samael à l'occasion d'un concert dans sa région. Il leur parle alors de son idée de monter un label. « Personne ne voulait les signer. C'était le rejet d'une certaine presse. Moi, je trouvais ça juste fabuleux, c'était une nouvelle génération de groupes qui arrivaient dans le metal. Ils étaient rejetés par l'industrie de la musique ».

## Promotion, vente et production de groupes néonazis
Sur les réseaux sociaux, le label fait ouvertement la promotion de groupes néonazis tels que Graveland qu'il met dans son catalogue. D'autres groupes néonazis sont directement produits par le label, comme Ad Hominem. 

## Groupes
- Abominator
- Absu
- Act of Gods
- Ad Hominem
- Allfader
- Angelcorpse
- Anorexia Nervosa
- Antaeus
- Arkhon Infaustus
- Axis of Advance
- Benighted
- Bestial Mockery
- Bewitched
- Black Witchery
- Blasphemy
- Blasphereion
- Cirith Gorgor
- Dark Tranquillity
- Dellamorte
- Dementor[7]
- Demoniac
- Demonized[8].
- Detonation
- Diabolos Rising
- Divine Decay
- Disfear
- Driller Killer
- Enslaved
- Exciter
- Exmortem
- Gehenna
- Hacavitz
- Houwitser
- Immortal
- Impaled Nazarene
- Imperial
- Impiety
- Infernö
- Inhume
- Kaoteon[9]
- Kristendom
- Lost Soul
- Loudpipes
- Malmonde
- Marduk
- Masacre
- Master's Hammer
- Melechesh
- Merciless
- Mord
- Mystifier
- Necromantia
- Notre Dame
- Obligatorisk Tortyr
- Order from Chaos
- Pan.Thy.Monium
- Phazm
- Profanatica
- Raism
- Ravager
- Revenge
- Reverence
- Ritual Carnage
- Rok
- Sadistik Exekution
- Shadows Land
- Shining
- Seth
- Sublime Cadaveric Decomposition
- Sulphur
- Swordmaster
- The Rocking Dildos
- Thesyre
- The Unkinds
- Thornspawn
- Tsatthoggua
- Vital Remains
- V/A
- Yyrkoon